# Ready Steady George!!
『Ready Steady George!!』（レディー・ステディー・ジョージ！！）は、InterFM897で2014年4月1日から放送されていたラジオ番組。2020年3月31日をもって、惜しまれながら6年間の放送を終了した。

## 概要
パーソナリティ2人の豊富な音楽知識とセンスが溢れた、パンクでロックなプログラム。新旧・硬軟取り混ぜたマニアックな選曲により、多くの音楽ファンに愛された。
洋楽・邦楽問わず現役ミュージシャンのゲストも多く、来日中のポール・マッカートニーが生放送中にサプライズで電話をかけてきたこともあった。
放送開始から2017年10月まではRadio NEO（旧InterFM NAGOYA）でもネット放送されていたが、同年11月に行われたInterFM897の大型改編で時間移動により、自社制作番組と放送時間が被ってしまうため、ネットを打ち切ったが、2019年7月からはネットを再開した。
InterFM897の番組改編により、2020年3月31日をもって終了した。同年4月から「George's Melting Pot」が放送開始となった。

## 放送時間
- 月曜 - 金曜 15:00 - 17:40 (2017年10月2日 - 10月31日)
- 月曜 - 金曜 15:00 - 17:56 (2014年10月 - 2017年10月)
- 月曜 - 木曜 14:00 - 17:00 (2014年4月 - 2014年9月)
- 月曜 - 金曜 13:00 - 15:56（2017年11月1日 - 2019年3月29日）
- 月曜 - 木曜 13:00 - 15:56、金曜 13:00 - 15:42（2019年4月1日 -2020年3月31日）

## DJ
- George Williams
- Shaula[注 1]

## 主なコーナー
- シャウラのハミングクイズ

　シャウラがハミングした曲を当てるクイズ
- ゴジラクイズ

　超スロー再生した曲を当てるクイズ。スロー再生すると、どの曲も「ゴジラのテーマ」のように聞こえることからこの名がついた。
- 逆回転クイズ
- 聖徳太子クイズ

　1度に同時再生した3曲を当てるクイズ。3曲には共通のテーマが課された。クイズ名は「同時に10人の訴えが聞き分けられた」という聖徳太子の逸話からとられた。
- アウトロクイズ

　最後の6秒程度を聞いて曲名を当てるクイズ。「名曲は最後までしっかり聴こう」との趣旨から始まった。
- 口笛クイズ

　ジョージの口笛から曲名を当てるクイズ。
- リアルタイムリクエスト
- しりとりリクエスト

　ミュージシャンの英字綴りでしりとりをしていくリアルタイムリクエスト。1回につき3～5曲程度が採用された。曲が流れている間に次の曲のリクエストを受け付けるため、リスナーにも音楽知識とスピードが要求された。
- 今日のダブ

　金曜日のみ。ジョージの好きなダブやロックステディを紹介するコーナー。
- 今日のクラッシュ

　月曜日のみ。ジョージの好きなクラッシュの曲を紹介するコーナー。シングルverなどレアな音源も流れた。
- DJMIX

　主に金曜日に行われ、ミュージシャンや都内のクラブで活躍中のDJがMIXを行った。
- レコードデー・ウェンズデー

　水曜日のみ。ロックの名盤をアナログレコードで聴こうというコーナー。
- シャウラのコーナー

　シャウラがテーマを決めて選んだ曲をかける番組ラストのコーナー。「noise」「チル」などのテーマがあった。

## George's Melting Pot
2020年4月3日放送開始。DJはGeorge Williams。初回放送は特別編成、「Power of Music」の拡大特番として12:00～16:00の4時間生放送を行った。5月8日放送分から約3週間、新型コロナウイルス感染症対策で、自宅からのリモート生放送およびリモート収録となった。

### 放送時間
- 金曜 13:00 - 17:00、 24:00 - 26:00

radikoの番組表では、前半をHour 1、後半をHour 2と表示
日中は生放送、深夜はリピート放送
- 日曜 15:00 - 16:00、木曜　24:00 - 26:00

木曜深夜は日曜日のリピート放送と、続けて拡大版（未公開放送分やプレイリスト）の2時間番組。